# Лешко, Владимир Валентинович
Владимир Валентинович Лешко (род. 28 октября 1969, Череповец, Вологодская область) — советский и российский хоккеист, защитник. Тренер

## Биография
Воспитанник череповецкого хоккея, тренер Вячеслав Дубровин. В сезоне 1986/87 дебютировал в первенстве первой лиги в составе «Металлурга» Череповец. По ходу следующего сезона перешёл в систему СКА Ленинград, сыграл в сезоне высшей лиги 15 матчей. Весь сезон 1988/89 и часть следующего играл за фарм-клуб «Звезда» / «СКА-2». Играл за череповецкую команду до сезона 1993/94. Сезон 1994/95 провёл в «Металлурге» Магнитогорск. Играл за клубы «Коми ТЭК» Нижний Одес (1995/96), «Нефтяник» Альметьевск (1997/98), «Спартак» СПб (1997/98 — 1998/99), «Кристалл» Электросталь (1999/2000), «Газовик» Тюмень (2000/01), «Нефтяник» Лениногорск (2001/02), «Брест» (Белоруссия, 2001/02), «Полный привод» Череповец (2002/03).
С 2003 года — тренер в хоккейной школе «Северсталь». С сезона 2013/2014 вошёл в тренерский штаб «Алмаза» из МХЛ. В сезоне 2020/21 — главный тренер команды. В ноябре 2020 года был одновременно исполняющим обязанности главного тренера «Северстали», замещая Андрея Разина, у которого был выявлен коронавирус.